# Stellantis
Stellantis N.V. is een in Nederland gevestigde Frans-Italiaans-Amerikaanse-Duitse multinationale autofabrikant. Stellantis is in 2021 ontstaan als een fusie tussen FCA en PSA resulterend in een bedrijf met veertien automerken.

## Activiteiten
Stellantis ontwerpt, ontwikkelt, fabriceert en verkoopt personenauto's en bestelwagens.
In 2022 werden 5,8 miljoen voertuigen verkocht. De belangrijkste geografische afzetmarkten in 2022 waren achtereenvolgens Europa met 2,6 miljoen exemplaren, Noord-Amerika met 1,8 miljoen en Zuid-Amerika met 0,8 miljoen eenheden. De afzet in Azië is marginaal en Stellantis heeft nauwelijks verkopen in de grootste automarkt van de wereld, de Volksrepubliek China. 
In Europa heeft het een marktaandeel van 18%, waaronder 36% in Italië en 33% in Frankrijk. In de Verenigde Staten heeft het 11% van de markt in handen en in Zuid-Amerika is het met grote afstand de belangrijkste autoverkoper in Brazilië en Argentinië.

### Merken
Het actieve merkenportfolio van Stellantis wordt hieronder weergegeven. Deze lijst bevat geen stopgezette merken die eigendom zijn van het bedrijf en die rechtstreeks of door de voorgangers uit productie genomen zijn.
| Merk           | Oorsprong           | Opgericht | Merk-CEO         |
| -------------- | ------------------- | --------- | ---------------- |
| Abarth         | Italië              | 1949      | Olivier François |
| Alfa Romeo     | Italië              | 1910      | Santo Ficili     |
| Chrysler       | Verenigde Staten    | 1925      | Christine Feuell |
| Citroën        | Frankrijk           | 1919      | Thierry Koskas   |
| Dodge          | Verenigde Staten    | 1914      | Matt McAlear     |
| DS Automobiles | Frankrijk           | 2014      | Olivier François |
| Fiat           | Italië              | 1899      | Olivier François |
| Jeep           | Verenigde Staten    | 1943      | Antonio Filosa   |
| Lancia         | Italië              | 1906      | Luca Napolitano  |
| Maserati       | Italië              | 1914      | Santo Ficili     |
| Opel           | Duitsland           | 1862      | Florian Huettl   |
| Peugeot        | Frankrijk           | 1810      | Linda Jackson    |
| Ram Trucks     | Verenigde Staten    | 2010      | Christine Feuell |
| Vauxhall       | Verenigd Koninkrijk | 1857      | Florian Huettl   |

### Resultaten
| Jaar      | Verkopen (× miljoen) | Omzet       | Bedrijfs- resultaat | Netto- resultaat | Aantal werknemers |
| Jaar      | Verkopen (× miljoen) | (× miljard) | (× miljard)         | (× miljard)      | Aantal werknemers |
| --------- | -------------------- | ----------- | ------------------- | ---------------- | ----------------- |
| 2020 (pf) | 6,3                  | € 133,9     |                     | € 4,5            | 298.879           |
| 2021      | 6,6                  | € 152,1     | € 15,3              | € 14,3           | 281.595           |
| 2022      | 5,8                  | € 179,6     | € 20,0              | € 16,8           | 272.367           |
| 2023      | 6,2                  | € 189,5     | € 22,4              | € 18,6           | 258.275           |
| 2024      | 5,4                  | € 156,9     | € 3,7               | € 5,5            | 248.243           |

Op 21 juli 2025 maakte Stellantis een nettoverlies bekend van ongeveer € 2,3 miljard in het eerste halfjaar 2025, in dezelfde periode van 2024 was er nog een winst van € 5,6 miljard. In het tweede kwartaal 2025 daalden de totale autoverkopen met 6%. In Noord-Amerika was de daling zelfs 25% mede door de importtarieven van de Amerikaanse regering van Donald Trump. In een reactie op de invoerheffing van 25% op geïmporteerde auto's stopte het bedrijf de productie in fabrieken in Canada en Mexico. Stellantis verwacht verder ongeveer € 3,3 miljard aan incidentele kosten als gevolg van de annulering van activiteiten, bijzondere waardeverminderingen omdat minder auto's zullen worden verkocht en emissie- en herstructureringskosten.

## Geschiedenis
Stellantis is in januari 2021 ontstaan als een fusie tussen FCA en PSA. Op 17 december 2019 hadden de twee al bekendgemaakt te willen samengaan.
In mei 2023 maakte Stellantis bekend dat het bedrijfsonderdeel Stellantis Ventures gaat investeren in Lyten. De Amerikaanse start-up werkt aan lithium-zwavel-accu's voor elektrische voertuigen.
In oktober 2023 werd bekend dat Stellantis een belang van 20% in het Chinese Leapmotor had verworven. In 2024 werd met Leapmotor een joint venture opgericht genaamd Leapmotor International, met een belang van 51% voor Stellantis en 49% voor Leapmotor. Via deze joint venture verkoopt Stellantis vanaf 2024 buiten China elektrische auto's van Leapmotor.
Door marktomstandigheden en toenemende strenge milieu-eisen, met name op het gebied van CO2-uitstoot, is Stellantis voornemens de komende vijf jaar € 30 miljard te investeren in het elektrificeren van het wagenpark. Vier modulaire EV-platformen zullen als basis dienen voor toekomstige auto's. STLA Small is bedoeld voor kleinere modellen, STLA Medium voor premiummodellen, STLA Large voor AWD performance & American Muscle en STLA Frame voor pick-ups en bedrijfswagens. De merken Opel, Vauxhall en Fiat worden respectievelijk in 2028 en 2030 volledig elektrisch.
Op 1 december 2024 werd bekend dat bestuursvoorzitter Carlos Tavares - per direct - ontslag heeft genomen vanwege meningsverschillen met het bestuur en in het licht van teleurstellende verkopen en oproepen tot zijn afzetting. Hij werd opgevolgd door Antonio Filosa.

## Aandeelhouders
Per 21 februari 2022 waren er vier grootaandeelhouders. Exor was de grootste met een belang van 14,0% van de gewone aandelen, gevolgd door Établissements Peugeot Frères (EPF) met een belang van 7,0%, Bpifrance Participations (6,0%) en Dongfeng Motor Corporation (3,1%).
Abarth · Alfa Romeo · Chrysler · Citroën · Dodge · DS Automobiles · FIAT · Jeep · Lancia · Maserati · Opel · Peugeot · RAM · Vauxhall
AB Inbev ·
ABN AMRO ·
Accor ·
ADP ·
Adyen ·
AEGON ·
Ageas ·
Ahold Delhaize ·
AIB ·
Air Liquide ·
Airbus ·
Aker BP ·
AkzoNobel ·
ArcelorMittal ·
Argenx ·
ASMI ·
ASML ·
ASR Nederland ·
AXA ·
Banca Mediolanum ·
Banco BPM ·
Bank of Ireland ·
BioMérieux ·
BNP Paribas ·
Bouygues ·
Bureau Veritas ·
Capgemini ·
Carrefour ·
Crédit Agricole ·
Danone ·
Dassault Systèmes ·
DNB ·
DSM-Firmenich ·
EDP ·
Eiffage ·
Enel ·
ENGIE ·
Eni ·
Equinor ·
EssilorLuxottica ·
Eurofins Scientific ·
Euronext ·
Ferrari ·
FinecoBank ·
Galp Energia ·
Generali ·
Heineken ·
ING ·
Intesa Sanpaolo ·
INWIT ·
Ipsen ·
J. Martins ·
KBC ·
Kering ·
Kerry ·
Kingspan ·
Kongsberg Gruppen ·
KPN ·
Legrand ·
Leonardo ·
LVMH ·
Mediobanca ·
Michelin ·
Moncler ·
Mowi ·
NN Group ·
Norsk Hydro ·
Orange ·
Pernod Ricard ·
Philips ·
Poste Italiane ·
Prosus ·
Prysmian ·
Publicis ·
Recordati ·
Renault ·
Ryanair ·
Safran ·
Saint-Gobain ·
Sanofi ·
Schneider Electric ·
Shell ·
Snam ·
Société Générale ·
Sodexo ·
Stellantis ·
STMicroelectronics ·
Telenor ·
Tenaris ·
Terna ·
Thales ·
TotalEnergies ·
UCB ·
UMG ·
Unibail-Rodamco-Westfield ·
UniCredit ·
Unipol ·
Veolia Environnement ·
VINCI ·
Wolters Kluwer